# Antichloris phaiodes
Antichloris phaiodes là một loài bướm đêm thuộc phân họ Arctiinae, họ Erebidae.